# U 591
U 591 war ein von der Kriegsmarine im Zweiten Weltkrieg eingesetztes U-Boot vom Typ VII C. Bei seinen acht Feindfahrten versenkte es im Atlantik insgesamt vier Handelsschiffe mit 19.932 BRT, wobei 138 Seeleute starben. Am 30. Juli 1943 wurde das U-Boot im Atlantik vor Recife von einer US-amerikanischen Lockheed Ventura versenkt. Von den 47 Besatzungsmitgliedern starben 19, während 28 in US-amerikanische Kriegsgefangenschaft gerieten.

## Bau und Ausstattung
U 591 hatte an der Oberfläche eine Wasserverdrängung von 769 t und unter Wasser 871 t. Sie war insgesamt 67,1 m lang, 6,2 m breit, 9,6 m hoch mit einem 50,5 m langen Druckkörper und hatte einen Tiefgang von 4,74 m. Das in der Hamburger Werft Blohm & Voss gebaute U-Boot wurde von zwei Viertakt-Dieselmotoren F46 mit je 6 Zylindern und Ladegebläse der Kieler Germaniawerft mit einer Leistung von 2060 bis 2350 kW, bei Unterwasserbetrieb mit zwei Elektromotoren GU 460/8–27 von AEG mit einer Leistung von 550 kW angetrieben. Es hatte zwei Antriebswellen mit zwei 1,23 m großen Schiffsschrauben. Das Boot war zum Tauchen bis in Tiefen von 230 m geeignet.
Das U-Boot erreichte an der Oberfläche Geschwindigkeiten von bis zu 17,7 Knoten und unter Wasser bis zu 7,6 Knoten. Aufgetaucht konnte das Schiff bei 10 Knoten bis zu 8500 Seemeilen weit fahren, untergetaucht bei 4 Knoten bis zu 80 Seemeilen. U 591 war mit fünf 533-mm-Torpedorohren – vier am Bug und eins am Heck – und vierzehn Torpedos, einer 88-mm-Kanone SK C/35 mit 220 Schuss Munition, einer 37-mm-FlaK M42 18/36/37/43 und zwei 20-mm-FlaK C/30 ausgestattet.

## Mannschaft
Die Mannschaftsstärke des U-Boots betrug 44 bis 60 Mann. Bei seiner letzten Fahrt waren es 47 Mann.

## Einsätze
Nach seiner Indienststellung wurde U 591 unter dem Kommando des Kapitänleutnants Hans-Jürgen Zetzsche (1915–1991) ab 10. Oktober 1941 in Hamburg, Kiel und weiteren Ostseehäfen erprobt und diente dann bis zum 31. Dezember 1941 bei der 6. U-Flottille in Danzig als Ausbildungsboot. Vom 10. bis 14. Januar 1942 wurde es in Kiel für die erste Feindfahrt ausgerüstet. Am 15. Januar 1942 verließ das U-Boot den Kieler Hafen und fuhr nach einem kurzen Aufenthalt im norwegischen Kristiansand am 16. Januar in den Nordatlantik, wo es als Teil der U-Boot-Gruppe „Schlei“ bei den Hebriden, den Färöer und Rockall operierte, blieb aber ohne Versenkungserfolge. Am 20. Februar 1942 lief U 591 in Bergen (Norwegen) ein.
Am 1. April 1942 verließ U 591 den Hafen von Bergen und fuhr auf Feindfahrt ins Nordmeer, wo es Teil der U-Boot-Gruppen „Wachsam“ und „Bums“ war. Wieder konnten keine Schiffe versenkt werden. Nachdem am 10. April das U-Boot mit U 657 zusammengestoßen war, musste die Feindfahrt abgebrochen werden. Am 11. April 1942 wurde Trondheim erreicht.
Am 10. Mai 1942 war U 591 repariert und lief aus Trondheim zu seiner nächsten Feindfahrt im Nordmeer aus, wo es als Teil der U-Boot-Gruppe „Greif“ gegen die Geleitzüge QP 12 und QP 16 geschickt wurde. Wieder blieb das U-Boot erfolglos. Am 2. Juni 1942 lief es in Narvik ein, das am 4. Juni wieder verlassen wurde. Am 7. Juni wurde der Hafen von Bergen erreicht, wo das U-Boot in der Zeit vom 8. Juni bis zum 26. Juli 1942 instand gesetzt wurde.
U 591 lief am 27. Juli 1942 aus Bergen zu seiner vierten Feindfahrt im Nordmeer aus, diesmal als Teil der U-Boot-Gruppe „Nebelkönig“. Nach einer Kollision mit Eisschollen musste das U-Boot ohne Erfolge zurückkehren und erreichte Bergen am 14. August 1942. Am 22. August verließ das U-Boot Bergen wieder und fuhr über Narvik in den Skjomenfjord, den es am 24. August erreichte, um Minengeschirr aufzunehmen. Kurz darauf fuhr es auf eine Untiefe und wurde dabei schwer beschädigt. Erst beim 5. Abschleppversuch wurde das Boot vom Boden losbekommen. Am 8. September 1942 wurde das U-Boot aus dem Skjomenfjord herausgefahren und über Trondheim und Ålesund nach Bergen verlegt, das am 12. September erreicht wurde. Hier musste es in der Werft vom 15. September 1942 bis zum 24. November 1942 repariert werden. Das Kommando über das U-Boot hatte hier vom 9. September 1942 bis 12. November 1942 Oberleutnant zur See Peter Schrewe, bis es wieder von Kapitänleutnant Hans-Jürgen Zetzsche übernommen wurde.
Am 1. Dezember 1942 konnte das wieder instand gesetzte U-Boot aus Bergen auslaufen, um nun als Teil der U-Boot-Gruppe „Ungestüm“ im Nordatlantik südlich von Island zu operieren. Am 21. Dezember 1942 versenkte U 591 das britische Handelsschiff Montreal City mit 3066 BRT, wobei alle 40 Besatzungsmitglieder starben. Am 28. Dezember 1942 gelang es, das norwegische Handelsschiff Norse King mit 5701 BRT zu beschädigen, das einen Tag später von U 435 versenkt wurde, wobei alle 27 an Bord starben. Am 29. Dezember 1942 wurde zudem von U 591 das britische Handelsschiff Zarian mit 4871 BRT versenkt. Hier starben von 53 Besatzungsmitgliedern vier, während 49 gerettet wurden. Am 5. Januar 1943 wurde U 591 von U 117 mit Brennstoff versorgt. Am 12. Januar 1943 lief es in den Hafen von Brest (Finistère) ein.
Am 17. Februar 1943 verließ U 591 den Hafen von Brest zu seiner 6. Feindfahrt, um als Teil der U-Boot-Gruppen „Sturmbock“, „Wildfang“, „Westmark“ und „Seewolf“ im Nordatlantik zwischen Neufundland und Island zu operieren. Am 7. März 1943 versenkte U 591 das britische Handelsschiff Empire Impala mit 6116 BRT, wobei alle 48 Besatzungsmitglieder starben, und am 8. März 1943 wurde das jugoslawische Handelsschiff Vojvoda Putnik mit 5879 BRT versenkt, wo ebenfalls alle 46 an Bord umkamen. Ein weiteres Schiff mit rund 5000 BRT wurde erfolglos torpediert. Am 19. März 1943 wurde U 591 von U 463 mit Brennstoff und Proviant versorgt. Am 7. April 1943 lief es in den Hafen von Saint-Nazaire ein.
U 591 lief am 12. Mai 1943 zu seiner 7. Feindfahrt aus Saint-Nazaire aus, wurde aber kurz darauf in der Biskaya von einem Flugzeug angegriffen. Kapitänleutnant Hans-Jürgen Zetzsche und ein weiteres Besatzungsmitglied wurden dabei verwundet, so dass am 15. Mai 1943 Leutnant zur See Joachim Sauerbier das Kommando übernehmen und die Rückfahrt nach Saint-Nazaire befehlen musste, das am 17. Mai 1943 wieder erreicht wurde.
Zetzsche musste bis März 1944 in einem Lazarett verbringen und erlebte das Kriegsende am 8. Mai 1945 als Führungsstabsoffizier im Stab des Führers der U-Boote Nordmeer. Das Kommando über U 591 ging am 11. Juni 1943 auf den am 23. November 1917 geborenen Oberleutnant zur See Reimar Ziesmer über.

## Letzter Einsatz und Ende
Am 26. Juni 1943 verließ U 591 den Hafen von Saint-Nazaire zu seiner letzten Feindfahrt, um nun im Mittelatlantik westlich der Azoren und danach im Südatlantik vor Pernambuco zu operieren, jedoch ohne Versenkungserfolge zu erzielen. Am 10. Juli 1943 wurde es von U 487 mit Treibstoff und Proviant versorgt.
Am 30. Juli 1943 wurde U 591 östlich von Recife von einer von Walter C. Young gesteuerten Lockheed Ventura der US-Navy Squadron VB-127 entdeckt und durch 6 Wasserbomben (Mark 44 mit Torpex-Sprengstoff) versenkt, von denen mindestens eine auf das Deck des U-Boots fiel und eine weitere an Steuerbord ein riesiges Loch riss. Den Angreifern gelang ein rascher Überraschungsangriff, so dass die U-Boot-Besatzung keine Gelegenheit hatte, mit ihrer Flak das Feuer zu eröffnen. Auch die 2-cm-Flak wurde getroffen und zerstört. Das Boot war am Sinken, und Ziesmer gab nun den Befehl „alle Mann von Bord“. Als der letzte Überlebende das U-Boot über die Leiter verließ, stand das Wasser im Kontrollraum bereits einen Meter hoch. Das U-Boot wurde nun ein weiteres Mal von der Lockheed Ventura unter Feuer genommen und sank rasch, wobei jedoch von den nun im Wasser Schwimmenden nach deren Berichten keiner getroffen wurde. Das Flugzeug ließ nun von den Schiffbrüchigen ab, die ihre Verwundeten in ein Schlauchboot hievten, das von der Lockheed Ventura stammte. Die übrigen hielten sich an diesem Rettungsboot abwechselnd fest. Einmal schwamm ein Hai in die Gruppe und rammte einen der Schwimmenden. Ziesmer versuchte die Männer mit der Behauptung zu beruhigen, es handele sich um einen Schweinswal.
Fünf Stunden nach der Versenkung von U 591 traf die US-amerikanische Korvette USS Saucy auf die Gruppe von 28 Überlebenden, die an Bord geholt wurden. Schützen auf der Saucy feuerten auf Haie, die offenbar dem Schiff folgten, woraufhin einer der Gefangenen voller Schrecken unter dem Eindruck, sie schössen auf seine Kameraden, über Bord ging. Insgesamt wurden 28 Besatzungsmitglieder aus U 591 von der Saucy gerettet und kamen so in US-amerikanische Kriegsgefangenschaft, während 19 starben. Die Gefangenen wurden am selben Tag um 22.40 Uhr in Recife an Land gebracht. Sie wurden mit dem Flugzeugmutterschiff USS Albemarle (AV-5) in die USA gebracht, wo sie am 5. September 1943 in Naval Station Norfolk eintrafen – mit Ausnahme von Ziesmer, der zum Verhör in die USA geflogen wurde.